# Mark Juergensmeyer

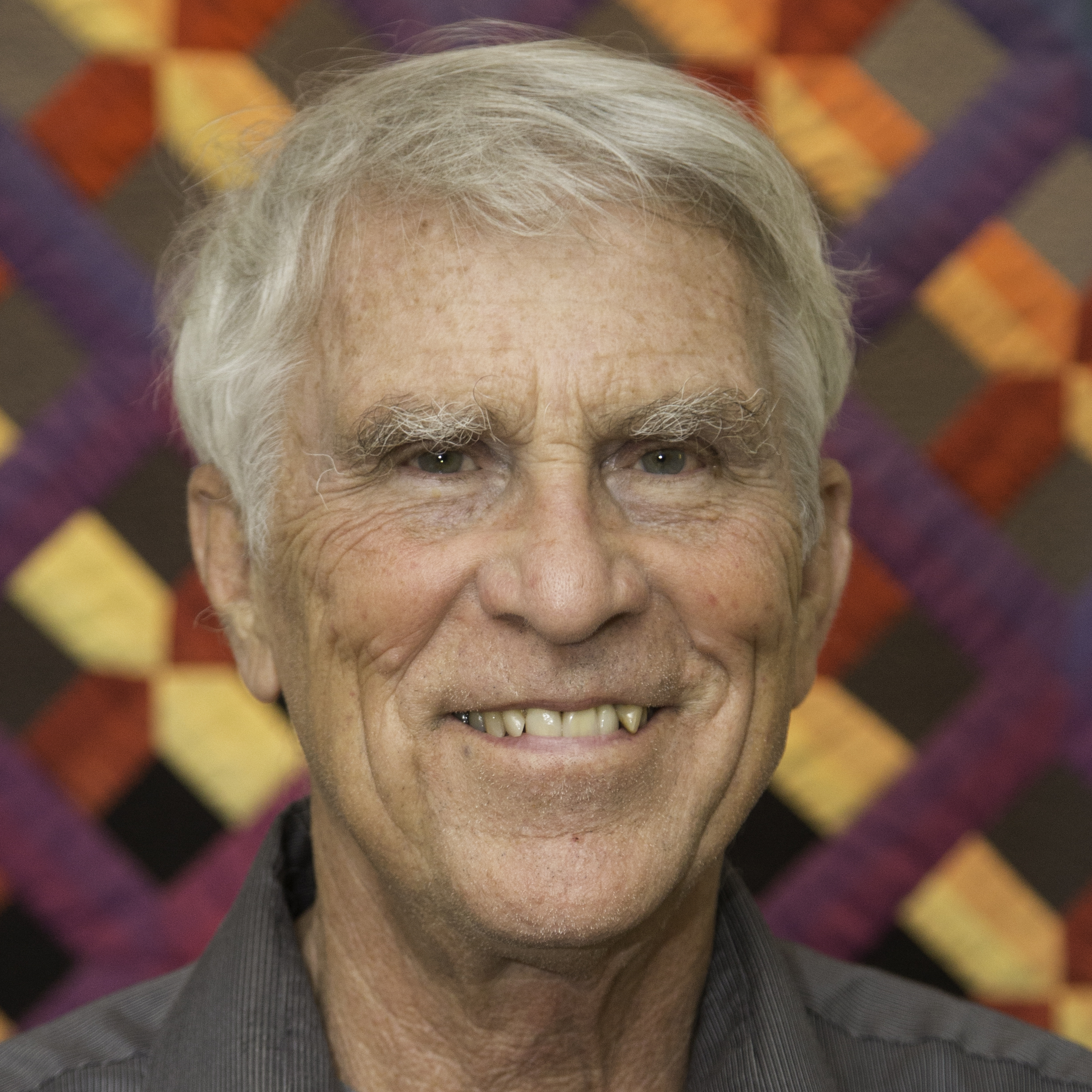
Mark Juergensmeyer 2015

Mark Juergensmeyer (* 13. November 1940 in Carlinville, Illinois) ist ein US-amerikanischer Soziologe und Religionswissenschaftler. Er ist Professor für Soziologie und Religionswissenschaft und Direktor des Orfalea Center for Global and International Studies an der University of California, Santa Barbara.

## Leben
Juergensmeyer arbeitet zu Themen wie religiöse Gewalt, Konfliktlösungen sowie südasiatische Religionen und Politik. International bekannt wurde er mit seinem im Jahre 2000 erschienenen Werk Terror in the Mind of God: The Global Rise of Religious Violence.
Seit den Ereignissen am 11. September ist er regelmäßiger Kommentator in den US-amerikanischen Medien. Er ist Mitglied der United Methodist Church. Seit 1969 ist er verheiratet mit Sucheng Chan.
Juergensmeyer vertritt die These, dass das Wiederaufblühen der religiösen Politik zu Beginn des 21. Jahrhunderts in weiten Teilen dem Verlust des Glaubens an den  säkularen Nationalismus in einer zusehends globalisierten Welt geschuldet sei. Die Globalisierung habe diesen Trend zum Religiösen noch beschleunigt.
Religion bildet für Juergensmeyer ein Mittel, politische Konflikte zu verschärfen. Sie dient der Legitimation und beinhaltet einen Absolutheitsanspruch. Für die Zukunft sieht Juergensmeyer sowohl Chancen für eine Annäherung der Ideologien des säkularen und religiösen Nationalstaats als auch die Wahrscheinlichkeit weiterer Konflikte.

## Ehrungen und Auszeichnungen
- 2003 Grawemeyer Award für seine Verdienste innerhalb der Religionsstudien
- 2004 Silver Award of the Queen Sofia Center for the Study of Violence in Spain
- 2007 Unitas Distinguished Alumnus Award des Union Theological Seminary in the City of New York

## Veröffentlichungen (Auswahl)
- Religion as Social Vision: The Movement Against Untouchability in 20th Century Punjab. Berkeley: University of California Press, 1982
- Radhasoami Reality: The Logic of a Modern Faith. Princeton: Princeton University Press, 1991
- The New Cold War? Religious Nationalism Confronts the Secular State. Berkeley: University of California Press, 1993
- Terror im Namen Gottes: ein Blick hinter die Kulissen des gewalttätigen Fundamentalismus, Herder, Freiburg im Breisgau 2004 (engl.: Terror in the Mind of God: The Global Rise of Religious Violence, 2000)[2]
- Gandhi's Way: A Handbook of Conflict Resolution. Berkeley: University of California Press, 2005
- Die Globalisierung religiöser Gewalt. Von christlichen Milizen bis al-Qaida, Hamburger Edition, Hamburg 2009, ISBN 978-3-86854-209-7 (engl.: Global Rebellion: Religious Challenges to the Secular State, from Christian Militia to al Qaeda, 2008) (Besprechungen von Tonia Schüller und Ludwig Watzal; PDF; 54 kB)
- When God Stops Fighting. How Religious Violence Ends. Oakland: University of California Press, 2022